# Ferdinando Maria Saluzzo
Ferdinando Maria Saluzzo (Napoli, 20 novembre 1744 – Roma, 3 novembre 1816) è stato un cardinale e arcivescovo cattolico italiano.

## Biografia
Nacque a Napoli il 20 novembre 1744.
Papa Pio VII lo elevò al rango di cardinale nel concistoro del 23 febbraio 1801.
Morì il 3 novembre 1816 all'età di 71 anni.

## Genealogia episcopale e successione apostolica
La genealogia episcopale è:
- Cardinale Scipione Rebiba
- Cardinale Giulio Antonio Santori
- Cardinale Girolamo Bernerio, O.P.
- Arcivescovo Galeazzo Sanvitale
- Cardinale Ludovico Ludovisi
- Cardinale Luigi Caetani
- Cardinale Ulderico Carpegna
- Cardinale Paluzzo Paluzzi Altieri degli Albertoni
- Papa Benedetto XIII
- Papa Benedetto XIV
- Papa Clemente XIII
- Cardinale Marcantonio Colonna
- Cardinale Ferdinando Maria Saluzzo

La successione apostolica è:
- Vescovo Giovanni Francesco d'Alessandria (1805)
- Arcivescovo Vincenzo Nicola Pasquale Dentice, O.S.B. (1805)
- Arcivescovo Gioacchino Maria Mancusi (1805)
- Arcivescovo Baldassare Mormile, C.R. (1805)
- Vescovo Francesco Antonio Nanni, C.M. (1805)
- Vescovo Vincenzo Rogadei, O.S.B. (1805)
- Arcivescovo Camillo Giovanni Rossi (1805)
- Vescovo Lorenzo Villani (1805)